# 齊厲公
齊厲公（？—前816年），姜姓，名無忌，昏憒暴虐，齊人痛恨之，聯絡齐胡公之子殺死厲公。胡公之子皆戰死，齊人擁立厲公之子赤即位，是為齊文公。齊文公把參與殺厲公的七十人全部處死。